# Liste des monuments historiques de Quimper
Cet article recense les monuments historiques de Quimper, en France.

## Statistiques
Quimper compte 58 édifices comportant au moins une protection au titre des monuments historiques, soit 8 % des monuments historiques du département du Finistère. 12 édifices comportent au moins une partie classée ; les 46 autres sont inscrits.
Le graphique suivant résume le nombre d'actes de protection par décennies (ou par année avant 1880) :

## Liste
| Monument | Adresse                                                                 | Coordonnées                        | Notice         | Protection     | Date           | Illustration |
| --- | ----------------------------------------------------------------------- | ---------------------------------- | -------------- | -------------- | -------------- | --- |
| Camp gaulois de Kercaradec | Kercaradec                                                              | 47° 59′ 14″ nord, 4° 08′ 53″ ouest | « PA00090321 » | Inscrit Classé | 1953 1971      | Image manquante Téléverser |
| Cathédrale Saint-Corentin |                                                                         | 47° 59′ 44″ nord, 4° 06′ 08″ ouest | « PA00090326 » | Classé         | 1862           | Cathédrale Saint-Corentin |
| Chapelle de Ti Mamm Doué |                                                                         | 48° 01′ 14″ nord, 4° 05′ 53″ ouest | « PA00090327 » | Classé         | 1903           | Chapelle de Ti Mamm Doué |
| Château de Lanniron | Château de Lanniron                                                     | 47° 58′ 34″ nord, 4° 06′ 38″ ouest | « PA00090328 » | Inscrit        | 1988 1992      | Château de Lanniron |
| Couvent des Ursulines | 10 Rue de Falkirk                                                       | 47° 59′ 47″ nord, 4° 06′ 33″ ouest | « PA00090329 » | Inscrit        | 1987           | Couvent des Ursulines |
| Dolmen de Stang Youen |                                                                         | 47° 58′ 45″ nord, 4° 03′ 19″ ouest | « PA00090322 » | Classé         | 1978           | Dolmen de Stang Youen |
| Église Saint-Alor d'Ergué-Armel | Ergué-Armel, rue de Saint-Alor                                          | 47° 59′ 00″ nord, 4° 04′ 12″ ouest | « PA00090323 » | Inscrit        | 1926           | Église Saint-Alor d'Ergué-Armel |
| Église de la Trinité de Kerfeunteun | Kerfeunteun, 2-8 Rue de Missilien                                       | 48° 00′ 14″ nord, 4° 05′ 47″ ouest | « PA00090330 » | Classé         | 1915           | Église de la Trinité de Kerfeunteun |
| Grand séminaire | 4 à 18 allée du Docteur-Pilven 3 rue Étienne-Gourmelen                  | 47° 59′ 49″ nord, 4° 05′ 46″ ouest | « PA29000037 » | Inscrit        | 1999           | Grand séminaire |
| Immeuble (point de vue sur les flèches de la cathédrale) maison d'angle dont la façade sur rue est enduite avec entourage des baies en pierre taille (en 1953) | Rue Sainte-Catherine                                                    | 47° 59′ 39″ nord, 4° 06′ 09″ ouest | « PA00090358 » | Inscrit        | 1953           | Immeuble (point de vue sur les flèches de la cathédrale)maison d'angle dont la façade sur rue est enduite avec entourage des baies en pierre taille (en 1953) |
| Immeuble (point de vue sur les flèches de la cathédrale) maison avec pignon sur rue, façade enduite, entourage des baies en pierre de taille (en 1953)         | Rue Sainte-Catherine                                                    | 47° 59′ 38″ nord, 4° 06′ 09″ ouest | « PA00090359 » | Inscrit        | 1953           | Immeuble (point de vue sur les flèches de la cathédrale)maison avec pignon sur rue, façade enduite, entourage des baies en pierre de taille (en 1953)         |
| Immeuble (point de vue sur les flèches de la cathédrale) façade en pans de bois avec encorbellement à chaque étage, un pignon revêtu d'ardoise (en 1953)       | Rue Sainte-Catherine                                                    | 47° 59′ 39″ nord, 4° 06′ 09″ ouest | « PA00090360 » | Inscrit        | 1953           | Immeuble (point de vue sur les flèches de la cathédrale)façade en pans de bois avec encorbellement à chaque étage, un pignon revêtu d'ardoise (en 1953)       |
| Ty Kodak | 33,35 boulevard Amiral-de-Kerguelen                                     | 47° 59′ 43″ nord, 4° 05′ 58″ ouest | « PA29000053 » | Inscrit        | 2006           | Image manquante Téléverser |
| Lycée Chaptal | 35 Chemin Justices                                                      | 47° 59′ 28″ nord, 4° 07′ 07″ ouest | « PA00090338 » | Inscrit        | 1926           | Lycée Chaptal |
| Lycée La Tour d'Auvergne | 4 Place Claude le Coz                                                   | 47° 59′ 52″ nord, 4° 06′ 11″ ouest | « PA00090332 » | Inscrit        | 1932           | Lycée La Tour d'Auvergne |
| Maison | 2 place au Beurre 1 rue du Lycée                                        | 47° 59′ 49″ nord, 4° 06′ 12″ ouest | « PA00090339 » | Inscrit        | 1956           | Maison |
| Maison | 3 place au Beurre                                                       | 47° 59′ 49″ nord, 4° 06′ 11″ ouest | « PA00090340 » | Inscrit        | 1956           | Maison |
| Maison | 11 place au Beurre 3 rue Ar-Barz-Kadiou                                 | 47° 59′ 50″ nord, 4° 06′ 11″ ouest | « PA00090341 » | Inscrit        | 1956           | Maison |
| Maison | 13 place au Beurre                                                      | 47° 59′ 49″ nord, 4° 06′ 12″ ouest | « PA00090342 » | Inscrit        | 1956           | Maison |
| Maison | 15 place au Beurre                                                      | 47° 59′ 49″ nord, 4° 06′ 12″ ouest | « PA00090343 » | Inscrit        | 1956           | Image manquante Téléverser |
| Maison | 26 rue des Boucheries 1 rue des Gentilshommes                           | 47° 59′ 48″ nord, 4° 06′ 15″ ouest | « PA00090344 » | Inscrit        | 1956           | Maison |
| Maison | 7 rue des Gentilshommes                                                 | 47° 59′ 48″ nord, 4° 06′ 17″ ouest | « PA00090346 » | Inscrit        | 1956           | Maison |
| Maison | 12 rue des Gentilshommes                                                | 47° 59′ 48″ nord, 4° 06′ 17″ ouest | « PA00090347 » | Inscrit        | 1956           | Maison |
| Maison | 16 rue des Gentilshommes                                                | 47° 59′ 48″ nord, 4° 06′ 18″ ouest | « PA00090348 » | Classé         | 1956           | Maison |
| Maison | 12 rue Kéréon                                                           | 47° 59′ 45″ nord, 4° 06′ 14″ ouest | « PA00090350 » | Classé         | 1938           | Maison |
| Maison | 14 rue Kéréon Rue des Boucheries                                        | 47° 59′ 46″ nord, 4° 06′ 14″ ouest | « PA00090351 » | Classé         | 1955           | Maison |
| Maison | 2 rue du Lycée 6 rue du Salé                                            | 47° 59′ 49″ nord, 4° 06′ 12″ ouest | « PA00090352 » | Inscrit        | 1956           | Maison |
| Maison | 3 rue du Lycée                                                          | 47° 59′ 49″ nord, 4° 06′ 12″ ouest | « PA00090353 » | Inscrit        | 1956           | Maison |
| Maison | 4 rue du Lycée                                                          | 47° 59′ 49″ nord, 4° 06′ 13″ ouest | « PA00090354 » | Inscrit        | 1956           | Maison |
| Maison | 5 rue du Lycée                                                          | 47° 59′ 49″ nord, 4° 06′ 12″ ouest | « PA00090355 » | Inscrit        | 1956           | Maison |
| Maison | 6 rue du Lycée                                                          | 47° 59′ 49″ nord, 4° 06′ 13″ ouest | « PA00090356 » | Inscrit        | 1956           | Maison |
| Maison | 9 rue du Lycée                                                          | 47° 59′ 50″ nord, 4° 06′ 12″ ouest | « PA00090357 » | Inscrit        | 1956           | Maison |
| Maison | 14 place Saint-Corentin                                                 | 47° 59′ 45″ nord, 4° 06′ 11″ ouest | « PA00090361 » | Inscrit        | 1951 1969      | Maison |
| Maison | 16 rue Saint-François                                                   | 47° 59′ 45″ nord, 4° 06′ 15″ ouest | « PA00090362 » | Inscrit        | 1956           | Maison |
| Maison | 18 rue Saint-François                                                   | 47° 59′ 45″ nord, 4° 06′ 15″ ouest | « PA00090363 » | Inscrit        | 1956           | Maison |
| Maison | 20 rue Saint-François                                                   | 47° 59′ 45″ nord, 4° 06′ 15″ ouest | « PA00090364 » | Inscrit        | 1956           | Maison |
| Maison | 22 rue Saint-François                                                   | 47° 59′ 45″ nord, 4° 06′ 15″ ouest | « PA00090365 » | Inscrit        | 1956           | Maison |
| Maison | 24 rue Saint-François                                                   | 47° 59′ 46″ nord, 4° 06′ 15″ ouest | « PA00090366 » | Inscrit        | 1956           | Maison |
| Maison | 4 rue Saint-Mathieu                                                     | 47° 59′ 44″ nord, 4° 06′ 23″ ouest | « PA00090367 » | Inscrit        | 1956           | Maison |
| Maison | 6 rue Saint-Mathieu                                                     | 47° 59′ 44″ nord, 4° 06′ 24″ ouest | « PA00090368 » | Inscrit        | 1956           | Maison |
| Maison | 7 rue Saint-Mathieu                                                     | 47° 59′ 44″ nord, 4° 06′ 24″ ouest | « PA00090369 » | Inscrit        | 1956           | Maison |
| Maison | 8 rue Saint-Mathieu                                                     | 47° 59′ 44″ nord, 4° 06′ 25″ ouest | « PA00090370 » | Inscrit        | 1956           | Maison |
| Maison | 10 rue Saint-Mathieu                                                    | 47° 59′ 44″ nord, 4° 06′ 25″ ouest | « PA00090371 » | Inscrit        | 1956           | Maison |
| Maison | 19 rue Saint-Mathieu                                                    | 47° 59′ 43″ nord, 4° 06′ 27″ ouest | « PA00090372 » | Inscrit        | 1956           | Maison |
| Maison | 10 rue du Salé                                                          | 47° 59′ 48″ nord, 4° 06′ 13″ ouest | « PA00090373 » | Inscrit        | 1956           | Maison |
| Maison | 2 place Terre-au-Duc Rue Saint-Mathieu                                  | 47° 59′ 44″ nord, 4° 06′ 23″ ouest | « PA00090374 » | Inscrit        | 1928           | Maison |
| Maison | 19 place Terre-au-Duc                                                   | 47° 59′ 44″ nord, 4° 06′ 22″ ouest | « PA00090375 » | Inscrit        | 1956           | Maison |
| Maison des Cariatides | 4 rue du Guéodet                                                        | 47° 59′ 46″ nord, 4° 06′ 11″ ouest | « PA00090349 » | Inscrit        | 1928           | Maison des Cariatides |
| Maison conventuelle des Dames de la Retraite | Place de la Tour-d'Auvergne                                             | 47° 59′ 40″ nord, 4° 06′ 35″ ouest | « PA00090325 » | Inscrit        | 1963           | Maison conventuelle des Dames de la Retraite |
| Maisons | 26 rue Élie-Fréron                                                      | 47° 59′ 51″ nord, 4° 06′ 10″ ouest | « PA00090345 » | Inscrit        | 1932           | Maisons |
| Manoir de Coat Bily | Kerfeunteun                                                             | 48° 01′ 32″ nord, 4° 05′ 01″ ouest | « PA00090333 » | Inscrit        | 1932           | Manoir de Coat Bily |
| Manoir de la Forêt (détruit vers 1942) | Kerfeunteun                                                             | 47° 59′ 39″ nord, 4° 05′ 01″ ouest | « PA00090334 » | Classé         | 1940           | Manoir de la Forêt (détruit vers 1942) |
| Manoir de Kerahmanez (ou Keramaner) | Kerfeunteun                                                             | 48° 01′ 25″ nord, 4° 05′ 42″ ouest | « PA00090335 » | Inscrit        | 2016           | Manoir de Kerahmanez (ou Keramaner) |
| Manoir de Toulgoat (ou Toulgoët) | Penhars                                                                 | 48° 00′ 30″ nord, 4° 09′ 02″ ouest | « PA00090336 » | Inscrit        | 1969           | Image manquante Téléverser |
| Ancien palais épiscopal (musée départemental breton) | 1 rue du Roi-Gradlon Boulevard Amiral-de-Kerguelen                      | 47° 59′ 42″ nord, 4° 06′ 09″ ouest | « PA00090331 » | Classé Inscrit | 1921 1983      | Ancien palais épiscopal (musée départemental breton) |
| Prieuré de Locmaria | 2, 4 place Bérardier 1 rue du Commandant-Avril 1 rue du Chanoine-Moreau | 47° 59′ 18″ nord, 4° 06′ 43″ ouest | « PA00090376 » | Classé Inscrit | 1875 1963 1969 | Prieuré de Locmaria |
| Remparts | Boulevard de Kerguélen                                                  | 47° 59′ 46″ nord, 4° 06′ 22″ ouest | « PA00090337 » | Classé Inscrit | 1909 1928      | Remparts |
| Théâtre Max-Jacob | 6 boulevard Dupleix                                                     | 47° 59′ 41″ nord, 4° 05′ 52″ ouest | « PA29000019 » | Inscrit        | 1997           | Théâtre Max-Jacob |